# طواف النرويج 2024
طواف النرويج 2024 (بالنرويجية: Tour of Norway 2024) هو سباق دراجات هوائية، وهو الموسم الثالث عشر من طواف النرويج، وأقيم خلال الفترة من 23 مايو 2024، وحتى 26 مايو 2024.
فاز بالمركز الأول Axel Laurance ‏، وحلَّ في المركز الثاني Bart Lemmen ‏، بينما جاء Ådne Holter ‏ في المركز الثالث، وفاز في ترتيب النقاط للشباب Mathias Vacek ‏، في حين نال Eirik Vang Aas ‏ صدارة تصنيف الجبال، أما ترتيب الفرق، فقد فاز به 2024 Uno-X Mobility ‏.

## الفرق
| فرق عالمية (7)- Alpecin-Deceuninck - Bora-Hansgrohe - Ineos Grenadiers - Intermarché-Wanty - Lidl-Trek - Team dsm-firmenich PostNL - Team Visma \| Lease a Bike فرق برو (6)- بنجوال باوليز ساوكس دبليو بي ‏ - فريق Q36.5 موسم 2024 ‏ - Unibet Tietema Rockets ‏ - سبورت فلاندرين بالويس ‏ - سويس ريسينغ أكادمي 2024 ‏ - أونو-إكس موبيليتي ‏ فرق قارية (3)- توبفوركس لابيير 2024 ‏ - Project Echelon Racing ‏ - تيم كووب ‏ فريق وطني- فريق النرويج لركوب الدراجات للرجال ‏ |  |
| |  |

## المراحل
| قائمة المراحل | قائمة المراحل | قائمة المراحل           | قائمة المراحل      | قائمة المراحل | قائمة المراحل | قائمة المراحل   | قائمة المراحل  |
| المرحلة       | التاريخ       | الدورة                  |                    | المسافة (كم)  | الارتفاع      | الفائز بالمرحلة | القائد العام   |
| ------------- | ------------- | ----------------------- | ------------------ | ------------- | ------------- | --------------- | -------------- |
| المرحلة 1     | 23 مايو       | Voss ‏ – Voss ‏           | مرحلة جبلية متوسطة | 142           | 2٬398 م       | Thibau Nys ‏     | Thibau Nys ‏    |
| المرحلة 2     | 24 مايو       | Odda ‏ – Gullingen ‏      | مرحلة جبلية متوسطة | 205           | 3٬450 م       | Axel Laurance ‏  | Axel Laurance ‏ |
| المرحلة 3     | 25 مايو       | Sola, Norway ‏ – إغرسوند | مرحلة مستوية       | 173           | 1٬306 م       | Jordi Meeus ‏    | Axel Laurance ‏ |
| المرحلة 4     | 26 مايو       | ستافانغر – ستافانغر     | مرحلة جبلية        | 125           | 1٬458 م       | ألكسندر كريستوف | Axel Laurance ‏ |

## النتيجة

### مرحلة 1
هي مرحلة جبلية متوسطة، أقيمت في 23 مايو 2024، وامتدّت لمسافة 142 كيلومتر. فاز بالمركز الأول، وتصدر ترتيب الشباب والترتيب العام Thibau Nys ‏، أما ترتيب الفرق، فقد فاز به 2024 Uno-X Mobility ‏، وتصدر ترتيب التسلق Eirik Vang Aas ‏.
| التصنيف العام         | التصنيف العام     | التصنيف العام              | التصنيف العام | التصنيف العام |
| العداء                | العداء            | الفريق                     | الوقت         |               |
| --------------------- | ----------------- | -------------------------- | ------------- | ------------- |
| 1                     | Thibau Nys ‏       | تريك سيغافريدو             | 3 س 21 د 24 ث |               |
| 2                     | Ådne Holter ‏      | أونو-إكس موبيليتي ‏         | + 8 ث         |               |
| 3                     | Axel Laurance ‏    | البيسين فينيكس             | + 10 ث        |               |
| 4                     | Bart Lemmen ‏      | Team Visma \| Lease a Bike | + 16 ث        |               |
| 5                     | Mathias Vacek ‏    | تريك سيغافريدو             | + 18 ث        |               |
| 6                     | Idar Andersen ‏    | أونو-إكس موبيليتي ‏         | + 18 ث        |               |
| 7                     | Marco Brenner ‏    | سويس ريسينغ أكادمي ‏        | + 28 ث        |               |
| 8                     | Adrien Maire ‏     | Unibet Tietema Rockets ‏    | + 28 ث        |               |
| 9                     | أوسكار رودريغيز   | فريق إنيوس                 | + 30 ث        |               |
| 10                    | ماغنوس كورت نيلسن | أونو-إكس موبيليتي ‏         | + 30 ث        |               |
|                       |                   |                            |               |               |
| مصدر: ProCyclingStats |                   |                            |               |               |

### مرحلة 2
هي مرحلة جبلية متوسطة، أقيمت في 24 مايو 2024، وامتدّت لمسافة 205 كيلومتر. فاز بالمركز الأول، وتصدر الترتيب العام Axel Laurance ‏، أما ترتيب الفرق، فقد فاز به 2024 Uno-X Mobility ‏، وتصدر ترتيب التسلق Eirik Vang Aas ‏، وتصدر ترتيب الشباب Mathias Vacek ‏.
| التصنيف العام         | التصنيف العام     | التصنيف العام              | التصنيف العام | التصنيف العام |
| العداء                | العداء            | الفريق                     | الوقت         |               |
| --------------------- | ----------------- | -------------------------- | ------------- | ------------- |
| 1                     | Axel Laurance ‏    | البيسين فينيكس             | 8 س 22 د 33 ث |               |
| 2                     | Bart Lemmen ‏      | Team Visma \| Lease a Bike | + 12 ث        |               |
| 3                     | Ådne Holter ‏      | أونو-إكس موبيليتي ‏         | + 13 ث        |               |
| 4                     | Mathias Vacek ‏    | تريك سيغافريدو             | + 21 ث        |               |
| 5                     | Thibau Nys ‏       | تريك سيغافريدو             | + 25 ث        |               |
| 6                     | Marco Brenner ‏    | سويس ريسينغ أكادمي ‏        | + 33 ث        |               |
| 7                     | أوسكار رودريغيز   | فريق إنيوس                 | + 35 ث        |               |
| 8                     | إيثان هايتر       | فريق إنيوس                 | + 46 ث        |               |
| 9                     | Kamiel Bonneu ‏    | سبورت فلاندرين بالويس ‏     | + 48 ث        |               |
| 10                    | ماغنوس كورت نيلسن | أونو-إكس موبيليتي ‏         | + 52 ث        |               |
|                       |                   |                            |               |               |
| مصدر: ProCyclingStats |                   |                            |               |               |

### مرحلة 3
هي مرحلة مستوية، أقيمت في 25 مايو 2024، وامتدّت لمسافة 173 كيلومتر. فاز بالمركز الأول Jordi Meeus ‏، وتصدر الترتيب العام Axel Laurance ‏، أما ترتيب الفرق، فقد فاز به 2024 Uno-X Mobility ‏، وتصدر ترتيب التسلق Eirik Vang Aas ‏، وتصدر ترتيب الشباب Mathias Vacek ‏.
| التصنيف العام         | التصنيف العام     | التصنيف العام              | التصنيف العام  | التصنيف العام |
| العداء                | العداء            | الفريق                     | الوقت          |               |
| --------------------- | ----------------- | -------------------------- | -------------- | ------------- |
| 1                     | Axel Laurance ‏    | البيسين فينيكس             | 12 س 16 د 06 ث |               |
| 2                     | Bart Lemmen ‏      | Team Visma \| Lease a Bike | + 12 ث         |               |
| 3                     | Ådne Holter ‏      | أونو-إكس موبيليتي ‏         | + 13 ث         |               |
| 4                     | Mathias Vacek ‏    | تريك سيغافريدو             | + 21 ث         |               |
| 5                     | Thibau Nys ‏       | تريك سيغافريدو             | + 25 ث         |               |
| 6                     | Marco Brenner ‏    | سويس ريسينغ أكادمي ‏        | + 33 ث         |               |
| 7                     | أوسكار رودريغيز   | فريق إنيوس                 | + 35 ث         |               |
| 8                     | إيثان هايتر       | فريق إنيوس                 | + 46 ث         |               |
| 9                     | Kamiel Bonneu ‏    | سبورت فلاندرين بالويس ‏     | + 48 ث         |               |
| 10                    | ماغنوس كورت نيلسن | أونو-إكس موبيليتي ‏         | + 52 ث         |               |
|                       |                   |                            |                |               |
| مصدر: ProCyclingStats |                   |                            |                |               |

### مرحلة 4
هي مرحلة جبلية، أقيمت في 26 مايو 2024، وامتدّت لمسافة 125 كيلومتر. فاز بالمركز الأول ألكسندر كريستوف، وتصدر الترتيب العام Axel Laurance ‏، وتصدر ترتيب الشباب Mathias Vacek ‏، أما ترتيب الفرق، فقد فاز به 2024 Uno-X Mobility ‏، وتصدر ترتيب التسلق Eirik Vang Aas ‏.

## المشاركون
| Ineos Grenadiers IGD | Ineos Grenadiers IGD | Ineos Grenadiers IGD |
| -------------------- | -------------------- | -------------------- |
| م                    | عداء                 | مرتبة                |
| 1                    | إيثان هايتر          | 7                    |
| 2                    | Andrew August ‏       | 25                   |
| 3                    | Kim Heiduk ‏          | 60                   |
| 4                    | سالفاتوري بوتشيو     | 37                   |
| 5                    | أوسكار رودريغيز      | 6                    |
| 6                    | إيليا فيفياني        | 73                   |

| Alpecin-Deceuninck ADC | Alpecin-Deceuninck ADC | Alpecin-Deceuninck ADC |
| ---------------------- | ---------------------- | ---------------------- |
| م                      | عداء                   | مرتبة                  |
| 11                     | Juri Hollmann ‏         | 33                     |
| 12                     | جايسون أوسبورن         | لم يكمل السباق-4       |
| 13                     | Axel Laurance ‏         | 1                      |
| 14                     | Luca Vergallito ‏       | 12                     |
| 15                     | Ramses Debruyne ‏       | 78                     |
| 16                     | Toon Vandebosch ‏       | 47                     |

| Bora-Hansgrohe BOH | Bora-Hansgrohe BOH | Bora-Hansgrohe BOH |
| ------------------ | ------------------ | ------------------ |
| م                  | عداء               | مرتبة              |
| 21                 | Alexander Hajek ‏   | 21                 |
| 22                 | Emil Herzog ‏       | 53                 |
| 23                 | Jordi Meeus ‏       | 84                 |
| 24                 | تشيزاري بينديتي    | 55                 |
| 25                 | Ben Zwiehoff ‏      | 16                 |

| Intermarché-Wanty IWA | Intermarché-Wanty IWA | Intermarché-Wanty IWA |
| --------------------- | --------------------- | --------------------- |
| م                     | عداء                  | مرتبة                 |
| 31                    | Huub Artz ‏            | 11                    |
| 32                    | Francesco Busatto ‏    | 34                    |
| 33                    | Gerben Kuypers ‏       | 81                    |
| 34                    | لورينزو روتا          | 27                    |
| 35                    | Rein Taaramäe         | 29                    |
| 36                    | Gijs Van Hoecke ‏      | 62                    |

| Lidl-Trek LTK | Lidl-Trek LTK         | Lidl-Trek LTK |
| ------------- | --------------------- | ------------- |
| م             | عداء                  | مرتبة         |
| 41            | داريو كاتالدو         | 95            |
| 42            | فابيو فلين            | 54            |
| 43            | Jacopo Mosca ‏         | 88            |
| 44            | Thibau Nys ‏           | 17            |
| 45            | Natnael Tesfatsion ‏   | 41            |
| 46            | Mathias Vacek ‏ (طريق) | 4             |

| Team dsm-firmenich PostNL DFP | Team dsm-firmenich PostNL DFP | Team dsm-firmenich PostNL DFP |
| ----------------------------- | ----------------------------- | ----------------------------- |
| م                             | عداء                          | مرتبة                         |
| 51                            | Pavel Bittner ‏                | 71                            |
| 52                            | رومان كومبو                   | 69                            |
| 53                            | شون فلين ‏                     | 56                            |
| 54                            | Tim Naberman ‏                 | 93                            |
| 55                            | تيمو روزن                     | لم يكمل السباق-1              |
| 56                            | Martijn Tusveld ‏              | 31                            |

| Team Visma \| Lease a Bike TVL | Team Visma \| Lease a Bike TVL | Team Visma \| Lease a Bike TVL |
| ------------------------------ | ------------------------------ | ------------------------------ |
| م                              | عداء                           | مرتبة                          |
| 61                             | بير ستراند هاجينز              | 58                             |
| 62                             | Tijmen Graat ‏                  | 19                             |
| 63                             | Koen Bouwman ‏                  | 14                             |
| 64                             | Menno Huising ‏                 | 64                             |
| 65                             | Bart Lemmen ‏                   | 2                              |
| 66                             | فاوت فان آرت                   | 66                             |

| بنجوال باوليز ساوكس دبليو بي ‏ BWB | بنجوال باوليز ساوكس دبليو بي ‏ BWB | بنجوال باوليز ساوكس دبليو بي ‏ BWB |
| --------------------------------- | --------------------------------- | --------------------------------- |
| م                                 | عداء                              | مرتبة                             |
| 71                                | ساشا ويميس                        | 99                                |
| 72                                | فلوريس دي تير                     | 15                                |
| 73                                | Lucas Jacques‏                     | 42                                |
| 74                                | Lennert Teugels ‏                  | 72                                |
| 75                                | ماركو تيزا                        | 76                                |
| 76                                | لويك فليجن                        | 75                                |

| فريق الدراجات Q36.5 ‏ Q36 | فريق الدراجات Q36.5 ‏ Q36 | فريق الدراجات Q36.5 ‏ Q36 |
| ------------------------ | ------------------------ | ------------------------ |
| م                        | عداء                     | مرتبة                    |
| 81                       | كارل فريدريك هاغن        | 10                       |
| 82                       | Negasi Haylu Abreha ‏     | 92                       |
| 83                       | Walter Calzoni ‏          | 52                       |
| 84                       | Marcel Camprubí ‏         | 61                       |
| 85                       | Filippo Conca ‏           | 20                       |
| 86                       | Kamil Małecki ‏           | 70                       |

| Unibet Tietema Rockets ‏ TDT | Unibet Tietema Rockets ‏ TDT | Unibet Tietema Rockets ‏ TDT |
| --------------------------- | --------------------------- | --------------------------- |
| م                           | عداء                        | مرتبة                       |
| 91                          | Owen Geleijn ‏               | 57                          |
| 92                          | Baptiste Huyet ‏             | 48                          |
| 93                          | Jelle Johannink ‏            | 89                          |
| 94                          | Adrien Maire ‏               | 13                          |
| 95                          | Abram Stockman ‏             | 44                          |
| 96                          | Adam Ťoupalík ‏              | 45                          |

| سبورت فلاندرين بالويس ‏ TFB | سبورت فلاندرين بالويس ‏ TFB | سبورت فلاندرين بالويس ‏ TFB |
| -------------------------- | -------------------------- | -------------------------- |
| م                          | عداء                       | مرتبة                      |
| 101                        | Kamiel Bonneu ‏             | 9                          |
| 102                        | Arno Claeys ‏               | 50                         |
| 103                        | Lars Craps ‏                | 18                         |
| 104                        | BEL                        | 28                         |
| 105                        | Vincent Van Hemelen ‏       | 26                         |
| 106                        | Dylan Vandenstorme ‏        | 36                         |

| سويس ريسينغ أكادمي ‏ TUD | سويس ريسينغ أكادمي ‏ TUD | سويس ريسينغ أكادمي ‏ TUD |
| ----------------------- | ----------------------- | ----------------------- |
| م                       | عداء                    | مرتبة                   |
| 111                     | Marco Brenner ‏          | 5                       |
| 112                     | جاكوب أريكسون ‏          | 82                      |
| 113                     | لوكاس أريكسون (طريق)    | 46                      |
| 114                     | سيباستيان رايشنباخ      | 22                      |
| 115                     | Hannes Wilksch ‏         | 86                      |
| 116                     | Luc Wirtgen ‏            | 67                      |

| أونو-إكس موبيليتي ‏ UXM | أونو-إكس موبيليتي ‏ UXM   | أونو-إكس موبيليتي ‏ UXM |
| ---------------------- | ------------------------ | ---------------------- |
| م                      | عداء                     | مرتبة                  |
| 121                    | ألكسندر كريستوف          | 65                     |
| 122                    | Idar Andersen ‏           | 40                     |
| 123                    | Fredrik Dversnes ‏ (طريق) | 30                     |
| 124                    | ماغنوس كورت نيلسن        | 8                      |
| 125                    | Ådne Holter ‏             | 3                      |
| 126                    | أندرس سكارسيث            | 68                     |

| توبفوركس لابيير ‏ ATT | توبفوركس لابيير ‏ ATT | توبفوركس لابيير ‏ ATT |
| -------------------- | -------------------- | -------------------- |
| م                    | عداء                 | مرتبة                |
| 131                  | CZE                  | 35                   |
| 132                  | Jakub Otruba ‏        | 23                   |
| 133                  | Filip Řeha ‏          | 80                   |
| 134                  | SVK                  | 83                   |
| 135                  | Matúš Štoček ‏        | 97                   |

| Project Echelon Racing ‏ PEC | Project Echelon Racing ‏ PEC | Project Echelon Racing ‏ PEC |
| --------------------------- | --------------------------- | --------------------------- |
| م                           | عداء                        | مرتبة                       |
| 141                         | Sam Boardman ‏               | 96                          |
| 142                         | Laurent Gervais‏             | 63                          |
| 143                         | سكوت ماكجيل ‏                | 87                          |
| 144                         | Brendan Rhim ‏               | 77                          |
| 145                         | Hugo Scala ‏                 | 98                          |
| 146                         | Tyler Stites ‏               | 38                          |

| تيم كووب ‏ TCR | تيم كووب ‏ TCR            | تيم كووب ‏ TCR |
| ------------- | ------------------------ | ------------- |
| م             | عداء                     | مرتبة         |
| 151           | André Drege ‏             | 43            |
| 152           | Storm Ingebrigtsen ‏      | 59            |
| 153           | Kalle Kvam‏               | 51            |
| 154           | NOR                      | 94            |
| 155           | Halvor Utengen Sandstad ‏ | 85            |
| 156           | NOR                      | 32            |

| فريق النرويج لركوب الدراجات للرجال ‏ NOR | فريق النرويج لركوب الدراجات للرجال ‏ NOR | فريق النرويج لركوب الدراجات للرجال ‏ NOR |
| --------------------------------------- | --------------------------------------- | --------------------------------------- |
| م                                       | عداء                                    | مرتبة                                   |
| 161                                     | NOR                                     | 74                                      |
| 162                                     | NOR                                     | 39                                      |
| 163                                     | Henrik Teslo Fjellheim ‏                 | 24                                      |
| 164                                     | Simen Evertsen-Hegreberg‏                | 49                                      |
| 166                                     | Kristoffer Skjerping ‏                   | 91                                      |

| Ineos Grenadiers IGD | Ineos Grenadiers IGD | Ineos Grenadiers IGD |
| -------------------- | -------------------- | -------------------- |
| م                    | عداء                 | مرتبة                |
| 1                    | إيثان هايتر          | 7                    |
| 2                    | Andrew August ‏       | 25                   |
| 3                    | Kim Heiduk ‏          | 60                   |
| 4                    | سالفاتوري بوتشيو     | 37                   |
| 5                    | أوسكار رودريغيز      | 6                    |
| 6                    | إيليا فيفياني        | 73                   |

| Alpecin-Deceuninck ADC | Alpecin-Deceuninck ADC | Alpecin-Deceuninck ADC |
| ---------------------- | ---------------------- | ---------------------- |
| م                      | عداء                   | مرتبة                  |
| 11                     | Juri Hollmann ‏         | 33                     |
| 12                     | جايسون أوسبورن         | لم يكمل السباق-4       |
| 13                     | Axel Laurance ‏         | 1                      |
| 14                     | Luca Vergallito ‏       | 12                     |
| 15                     | Ramses Debruyne ‏       | 78                     |
| 16                     | Toon Vandebosch ‏       | 47                     |

| Bora-Hansgrohe BOH | Bora-Hansgrohe BOH | Bora-Hansgrohe BOH |
| ------------------ | ------------------ | ------------------ |
| م                  | عداء               | مرتبة              |
| 21                 | Alexander Hajek ‏   | 21                 |
| 22                 | Emil Herzog ‏       | 53                 |
| 23                 | Jordi Meeus ‏       | 84                 |
| 24                 | تشيزاري بينديتي    | 55                 |
| 25                 | Ben Zwiehoff ‏      | 16                 |

| Intermarché-Wanty IWA | Intermarché-Wanty IWA | Intermarché-Wanty IWA |
| --------------------- | --------------------- | --------------------- |
| م                     | عداء                  | مرتبة                 |
| 31                    | Huub Artz ‏            | 11                    |
| 32                    | Francesco Busatto ‏    | 34                    |
| 33                    | Gerben Kuypers ‏       | 81                    |
| 34                    | لورينزو روتا          | 27                    |
| 35                    | Rein Taaramäe         | 29                    |
| 36                    | Gijs Van Hoecke ‏      | 62                    |

| Lidl-Trek LTK | Lidl-Trek LTK         | Lidl-Trek LTK |
| ------------- | --------------------- | ------------- |
| م             | عداء                  | مرتبة         |
| 41            | داريو كاتالدو         | 95            |
| 42            | فابيو فلين            | 54            |
| 43            | Jacopo Mosca ‏         | 88            |
| 44            | Thibau Nys ‏           | 17            |
| 45            | Natnael Tesfatsion ‏   | 41            |
| 46            | Mathias Vacek ‏ (طريق) | 4             |

| Team dsm-firmenich PostNL DFP | Team dsm-firmenich PostNL DFP | Team dsm-firmenich PostNL DFP |
| ----------------------------- | ----------------------------- | ----------------------------- |
| م                             | عداء                          | مرتبة                         |
| 51                            | Pavel Bittner ‏                | 71                            |
| 52                            | رومان كومبو                   | 69                            |
| 53                            | شون فلين ‏                     | 56                            |
| 54                            | Tim Naberman ‏                 | 93                            |
| 55                            | تيمو روزن                     | لم يكمل السباق-1              |
| 56                            | Martijn Tusveld ‏              | 31                            |

| Team Visma \| Lease a Bike TVL | Team Visma \| Lease a Bike TVL | Team Visma \| Lease a Bike TVL |
| ------------------------------ | ------------------------------ | ------------------------------ |
| م                              | عداء                           | مرتبة                          |
| 61                             | بير ستراند هاجينز              | 58                             |
| 62                             | Tijmen Graat ‏                  | 19                             |
| 63                             | Koen Bouwman ‏                  | 14                             |
| 64                             | Menno Huising ‏                 | 64                             |
| 65                             | Bart Lemmen ‏                   | 2                              |
| 66                             | فاوت فان آرت                   | 66                             |

| بنجوال باوليز ساوكس دبليو بي ‏ BWB | بنجوال باوليز ساوكس دبليو بي ‏ BWB | بنجوال باوليز ساوكس دبليو بي ‏ BWB |
| --------------------------------- | --------------------------------- | --------------------------------- |
| م                                 | عداء                              | مرتبة                             |
| 71                                | ساشا ويميس                        | 99                                |
| 72                                | فلوريس دي تير                     | 15                                |
| 73                                | Lucas Jacques‏                     | 42                                |
| 74                                | Lennert Teugels ‏                  | 72                                |
| 75                                | ماركو تيزا                        | 76                                |
| 76                                | لويك فليجن                        | 75                                |

| فريق الدراجات Q36.5 ‏ Q36 | فريق الدراجات Q36.5 ‏ Q36 | فريق الدراجات Q36.5 ‏ Q36 |
| ------------------------ | ------------------------ | ------------------------ |
| م                        | عداء                     | مرتبة                    |
| 81                       | كارل فريدريك هاغن        | 10                       |
| 82                       | Negasi Haylu Abreha ‏     | 92                       |
| 83                       | Walter Calzoni ‏          | 52                       |
| 84                       | Marcel Camprubí ‏         | 61                       |
| 85                       | Filippo Conca ‏           | 20                       |
| 86                       | Kamil Małecki ‏           | 70                       |

| Unibet Tietema Rockets ‏ TDT | Unibet Tietema Rockets ‏ TDT | Unibet Tietema Rockets ‏ TDT |
| --------------------------- | --------------------------- | --------------------------- |
| م                           | عداء                        | مرتبة                       |
| 91                          | Owen Geleijn ‏               | 57                          |
| 92                          | Baptiste Huyet ‏             | 48                          |
| 93                          | Jelle Johannink ‏            | 89                          |
| 94                          | Adrien Maire ‏               | 13                          |
| 95                          | Abram Stockman ‏             | 44                          |
| 96                          | Adam Ťoupalík ‏              | 45                          |

| سبورت فلاندرين بالويس ‏ TFB | سبورت فلاندرين بالويس ‏ TFB | سبورت فلاندرين بالويس ‏ TFB |
| -------------------------- | -------------------------- | -------------------------- |
| م                          | عداء                       | مرتبة                      |
| 101                        | Kamiel Bonneu ‏             | 9                          |
| 102                        | Arno Claeys ‏               | 50                         |
| 103                        | Lars Craps ‏                | 18                         |
| 104                        | BEL                        | 28                         |
| 105                        | Vincent Van Hemelen ‏       | 26                         |
| 106                        | Dylan Vandenstorme ‏        | 36                         |

| سويس ريسينغ أكادمي ‏ TUD | سويس ريسينغ أكادمي ‏ TUD | سويس ريسينغ أكادمي ‏ TUD |
| ----------------------- | ----------------------- | ----------------------- |
| م                       | عداء                    | مرتبة                   |
| 111                     | Marco Brenner ‏          | 5                       |
| 112                     | جاكوب أريكسون ‏          | 82                      |
| 113                     | لوكاس أريكسون (طريق)    | 46                      |
| 114                     | سيباستيان رايشنباخ      | 22                      |
| 115                     | Hannes Wilksch ‏         | 86                      |
| 116                     | Luc Wirtgen ‏            | 67                      |

| أونو-إكس موبيليتي ‏ UXM | أونو-إكس موبيليتي ‏ UXM   | أونو-إكس موبيليتي ‏ UXM |
| ---------------------- | ------------------------ | ---------------------- |
| م                      | عداء                     | مرتبة                  |
| 121                    | ألكسندر كريستوف          | 65                     |
| 122                    | Idar Andersen ‏           | 40                     |
| 123                    | Fredrik Dversnes ‏ (طريق) | 30                     |
| 124                    | ماغنوس كورت نيلسن        | 8                      |
| 125                    | Ådne Holter ‏             | 3                      |
| 126                    | أندرس سكارسيث            | 68                     |

| توبفوركس لابيير ‏ ATT | توبفوركس لابيير ‏ ATT | توبفوركس لابيير ‏ ATT |
| -------------------- | -------------------- | -------------------- |
| م                    | عداء                 | مرتبة                |
| 131                  | CZE                  | 35                   |
| 132                  | Jakub Otruba ‏        | 23                   |
| 133                  | Filip Řeha ‏          | 80                   |
| 134                  | SVK                  | 83                   |
| 135                  | Matúš Štoček ‏        | 97                   |

| Project Echelon Racing ‏ PEC | Project Echelon Racing ‏ PEC | Project Echelon Racing ‏ PEC |
| --------------------------- | --------------------------- | --------------------------- |
| م                           | عداء                        | مرتبة                       |
| 141                         | Sam Boardman ‏               | 96                          |
| 142                         | Laurent Gervais‏             | 63                          |
| 143                         | سكوت ماكجيل ‏                | 87                          |
| 144                         | Brendan Rhim ‏               | 77                          |
| 145                         | Hugo Scala ‏                 | 98                          |
| 146                         | Tyler Stites ‏               | 38                          |

| تيم كووب ‏ TCR | تيم كووب ‏ TCR            | تيم كووب ‏ TCR |
| ------------- | ------------------------ | ------------- |
| م             | عداء                     | مرتبة         |
| 151           | André Drege ‏             | 43            |
| 152           | Storm Ingebrigtsen ‏      | 59            |
| 153           | Kalle Kvam‏               | 51            |
| 154           | NOR                      | 94            |
| 155           | Halvor Utengen Sandstad ‏ | 85            |
| 156           | NOR                      | 32            |

| فريق النرويج لركوب الدراجات للرجال ‏ NOR | فريق النرويج لركوب الدراجات للرجال ‏ NOR | فريق النرويج لركوب الدراجات للرجال ‏ NOR |
| --------------------------------------- | --------------------------------------- | --------------------------------------- |
| م                                       | عداء                                    | مرتبة                                   |
| 161                                     | NOR                                     | 74                                      |
| 162                                     | NOR                                     | 39                                      |
| 163                                     | Henrik Teslo Fjellheim ‏                 | 24                                      |
| 164                                     | Simen Evertsen-Hegreberg‏                | 49                                      |
| 166                                     | Kristoffer Skjerping ‏                   | 91                                      |

## التصنيف العام النهائي
| التصنيف العام         | التصنيف العام     | التصنيف العام              | التصنيف العام  | التصنيف العام |
| العداء                | العداء            | الفريق                     | الوقت          |               |
| --------------------- | ----------------- | -------------------------- | -------------- | ------------- |
| 1                     | Axel Laurance ‏    | البيسين فينيكس             | 14 س 55 د 10 ث |               |
| 2                     | Bart Lemmen ‏      | Team Visma \| Lease a Bike | + 12 ث         |               |
| 3                     | Ådne Holter ‏      | أونو-إكس موبيليتي ‏         | + 13 ث         |               |
| 4                     | Mathias Vacek ‏    | تريك سيغافريدو             | + 21 ث         |               |
| 5                     | Marco Brenner ‏    | سويس ريسينغ أكادمي ‏        | + 33 ث         |               |
| 6                     | أوسكار رودريغيز   | فريق إنيوس                 | + 40 ث         |               |
| 7                     | إيثان هايتر       | فريق إنيوس                 | + 46 ث         |               |
| 8                     | ماغنوس كورت نيلسن | أونو-إكس موبيليتي ‏         | + 52 ث         |               |
| 9                     | Kamiel Bonneu ‏    | سبورت فلاندرين بالويس ‏     | + 53 ث         |               |
| 10                    | كارل فريدريك هاغن | فريق الدراجات Q36.5 ‏       | + 54 ث         |               |
|                       |                   |                            |                |               |
| مصدر: ProCyclingStats |                   |                            |                |               |

### تصنيف الجبال
| تصنيف الجبال          | تصنيف الجبال                               | تصنيف الجبال                        | تصنيف الجبال | تصنيف الجبال |
| العداء                | العداء                                     | الفريق                              | النقاط       |              |
| --------------------- | ------------------------------------------ | ----------------------------------- | ------------ | ------------ |
| 1                     | النرويج · قميص أبيض منقط بأزرق، تسلق الجبل | فريق النرويج لركوب الدراجات للرجال ‏ | 22 نقطة      |              |
| 2                     | Filip Řeha ‏                                | توبفوركس لابيير ‏                    | 18 نقطة      |              |
| 3                     | Ådne Holter ‏                               | أونو-إكس موبيليتي ‏                  | 14 نقطة      |              |
| 4                     | Hannes Wilksch ‏                            | سويس ريسينغ أكادمي ‏                 | 12 نقطة      |              |
| 5                     | Halvor Utengen Sandstad ‏                   | تيم كووب ‏                           | 12 نقطة      |              |
| 6                     | Axel Laurance ‏                             | البيسين فينيكس                      | 11 نقطة      |              |
| 7                     | Bart Lemmen ‏                               | Team Visma \| Lease a Bike          | 11 نقطة      |              |
| 8                     | Lennert Teugels ‏                           | بنجوال باوليز ساوكس دبليو بي ‏       | 11 نقطة      |              |
| 9                     | Marco Brenner ‏                             | سويس ريسينغ أكادمي ‏                 | 10 نقطة      |              |
| 10                    | Mathias Vacek ‏                             | تريك سيغافريدو                      | 9 نقطة       |              |
|                       |                                            |                                     |              |              |
| مصدر: ProCyclingStats |                                            |                                     |              |              |

## تصنيف الفرق

### الفرق حسب الوقت
| تصنيف الفرق حسب الوقت | تصنيف الفرق حسب الوقت         | تصنيف الفرق حسب الوقت | تصنيف الفرق حسب الوقت |
| الفريق                | الفريق                        | الوقت                 |                       |
| --------------------- | ----------------------------- | --------------------- | --------------------- |
| 1                     | أونو-إكس موبيليتي ‏            | 44 س 47 د 45 ث        |                       |
| 2                     | Team Visma \| Lease a Bike    | + 47 ث                |                       |
| 3                     | فريق إنيوس                    | + 1 د 48 ث            |                       |
| 4                     | البيسين فينيكس                | + 2 د 04 ث            |                       |
| 5                     | سبورت فلاندرين بالويس ‏        | + 2 د 55 ث            |                       |
| 6                     | فريق الدراجات Q36.5 ‏          | + 5 د 14 ث            |                       |
| 7                     | انترمارشي وانتي جوبيرت ماتيرو | + 5 د 23 ث            |                       |
| 8                     | تريك سيغافريدو                | + 6 د 54 ث            |                       |
| 9                     | سويس ريسينغ أكادمي 2024 ‏      | + 7 د 24 ث            |                       |
| 10                    | بورا–هانسغروه                 | + 8 د 31 ث            |                       |
|                       |                               |                       |                       |
| مصدر: ProCyclingStats |                               |                       |                       |

## تصانيف فرعية

### تصنيف أفضل شاب
| تصنيف أفضل شاب        | تصنيف أفضل شاب      | تصنيف أفضل شاب                      | تصنيف أفضل شاب | تصنيف أفضل شاب |
| العداء                | العداء              | الفريق                              | الوقت          |                |
| --------------------- | ------------------- | ----------------------------------- | -------------- | -------------- |
| 1                     | Mathias Vacek ‏      | تريك سيغافريدو                      | 14 س 55 د 31 ث |                |
| 2                     | Marco Brenner ‏      | سويس ريسينغ أكادمي ‏                 | + 12 ث         |                |
| 3                     | Huub Artz ‏          | انترمارشي وانتي جوبيرت ماتيرو       | + 34 ث         |                |
| 4                     | Thibau Nys ‏         | تريك سيغافريدو                      | + 1 د 12 ث     |                |
| 5                     | Tijmen Graat ‏       | Team Visma \| Lease a Bike          | + 1 د 15 ث     |                |
| 6                     | Alexander Hajek ‏    | بورا–هانسغروه                       | + 1 د 33 ث     |                |
| 7                     | Andrew August ‏      | فريق إنيوس                          | + 2 د 10 ث     |                |
| 8                     | Francesco Busatto ‏  | انترمارشي وانتي جوبيرت ماتيرو       | + 4 د 48 ث     |                |
| 9                     | Dylan Vandenstorme ‏ | سبورت فلاندرين بالويس ‏              | + 5 د 03 ث     |                |
| 10                    | النرويج             | فريق النرويج لركوب الدراجات للرجال ‏ | + 5 د 59 ث     |                |
|                       |                     |                                     |                |                |
| مصدر: ProCyclingStats |                     |                                     |                |                |

## وصلات خارجية
- الموقع الرسمي
- لمحة عن سباق طواف النرويج 2024 على موقع  ProCyclingStats   (برو  سايكلنج  ستاتس) - إحصاءات  محترفي  الدراجات.
- طواف النرويج 2024 على موقع إحصائيات الدراجات الإحترافية (الإنجليزية)